# Les Châtelets
La commune française des Châtelets, est située dans le département d'Eure-et-Loir en région Centre-Val de Loire.

## Géographie

### Situation
La commune appartient à la région du Perche ; elle est limitrophe du Thymerais au nord-est.

Situation géographique
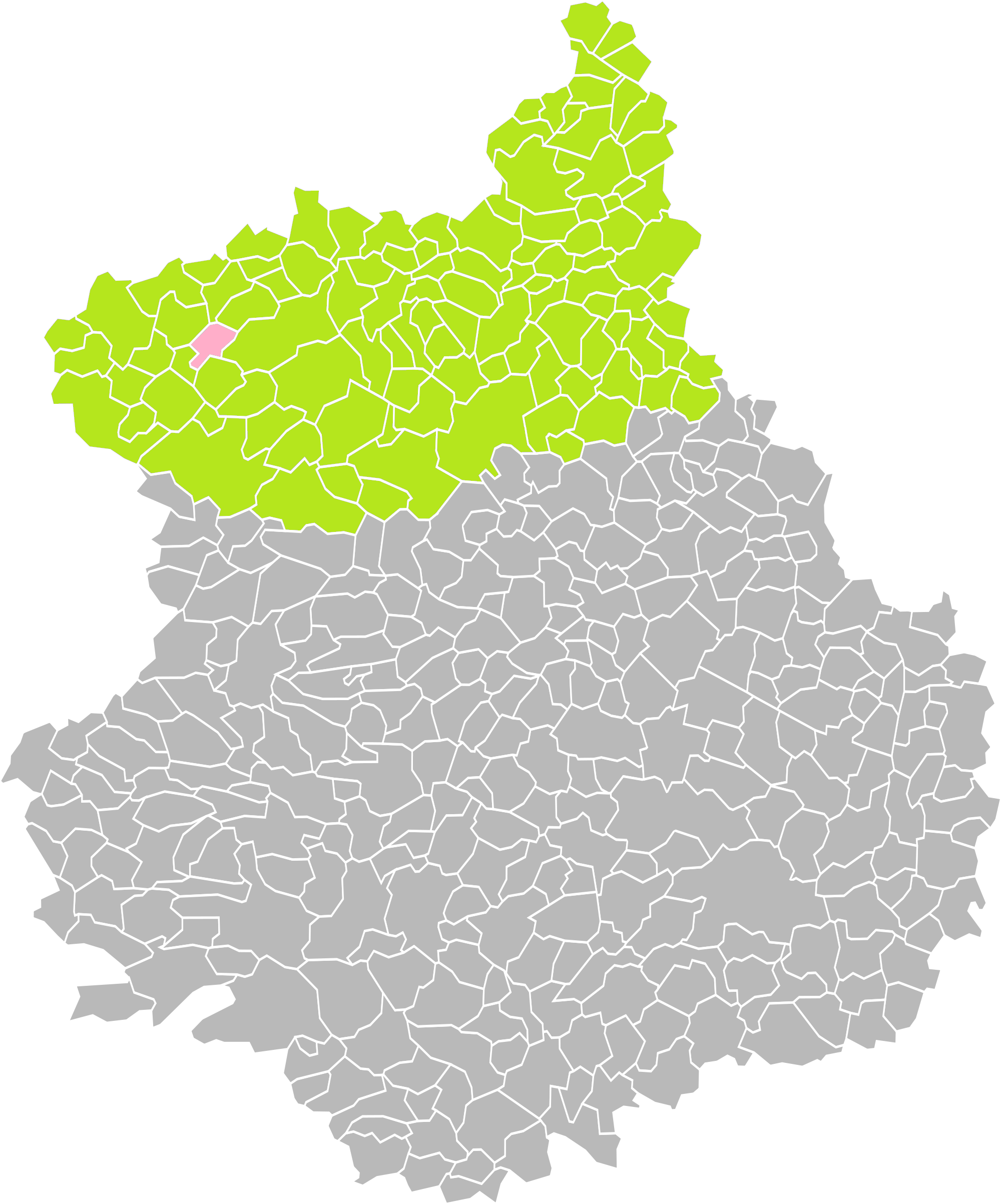
Les Châtelets dans son arrondissement.
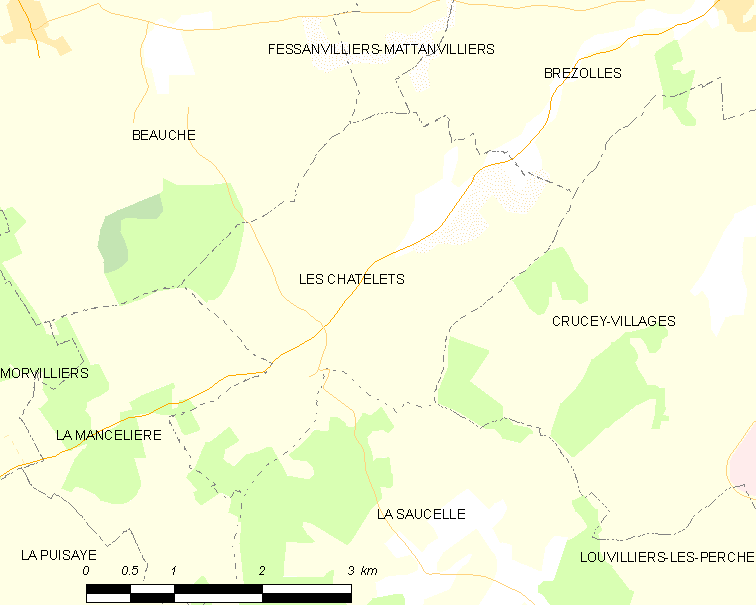
Carte de la commune des Châtelets.

### Communes limitrophes
| Beauche       | Fessanvilliers-Mattanvilliers | Brezolles       |
|               | des Châtelets                 | Crucey-Villages |
| La Mancelière | La Saucelle                   |                 |

### Lieux-dits et écarts
Les Châtelets sont constitués du bourg et de 5 lieux-dits que sont La Haute Folie, Magny, Genesteux, La Tuilerie et Les Routis.

### Hydrographie
La commune est traversée par la Meuvette, affluent en rive droite de l'Avre, sous-affluent du fleuve la Seine par l'Eure et par le Ruisseau des Souches qui se jette dans la Meuvette à la sortie est du bourg.

### Climat
Pour des articles plus généraux, voir Climat du Centre-Val de Loire et Climat d'Eure-et-Loir.
En 2010, le climat de la commune est de type climat océanique dégradé des plaines du Centre et du Nord, selon une étude du CNRS s'appuyant sur une série de données couvrant la période 1971-2000. En 2020, Météo-France publie une typologie des climats de la France métropolitaine dans laquelle la commune est dans une zone de transition entre le climat océanique et le climat océanique altéré et est dans la région climatique  Sud-ouest du bassin Parisien, caractérisée par une faible pluviométrie, notamment au printemps (120 à 150 mm) et un hiver froid (3,5 °C). 
Pour la période 1971-2000, la température annuelle moyenne est de 10,3 °C, avec une amplitude thermique annuelle de 14,3 °C. Le cumul annuel moyen de précipitations est de 656 mm, avec 11,3 jours de précipitations en janvier et 7,9 jours en juillet. Pour la période 1991-2020, la température moyenne annuelle observée sur la station météorologique de Météo-France la plus proche, sur la commune de Rueil-la-Gadelière à 8 km à vol d'oiseau, est de 10,7 °C et le cumul annuel moyen de précipitations est de 663,1 mm,. Pour l'avenir, les paramètres climatiques de la commune estimés pour 2050 selon différents scénarios d'émission de gaz à effet de serre sont consultables sur un site dédié publié par Météo-France en novembre 2022.

## Urbanisme

### Typologie
Au 1er janvier 2024, Les Châtelets est catégorisée commune rurale à habitat très dispersé, selon la nouvelle grille communale de densité à 7 niveaux définie par l'Insee en 2022.
Elle est située hors unité urbaine et hors attraction des villes,.

### Occupation des sols
L'occupation des sols de la commune, telle qu'elle ressort de la base de données européenne d’occupation biophysique des sols Corine Land Cover (CLC), est marquée par l'importance des territoires agricoles (93,5 % en 2018), une proportion identique à celle de 1990 (93,5 %). La répartition détaillée en 2018 est la suivante : 
terres arables (83,5 %), forêts (6,5 %), zones agricoles hétérogènes (5,1 %), prairies (4,8 %). L'évolution de l’occupation des sols de la commune et de ses infrastructures peut être observée sur les différentes représentations cartographiques du territoire : la carte de Cassini (XVIIIe siècle), la carte d'état-major (1820-1866) et les cartes ou photos aériennes de l'IGN pour la période actuelle (1950 à aujourd'hui).

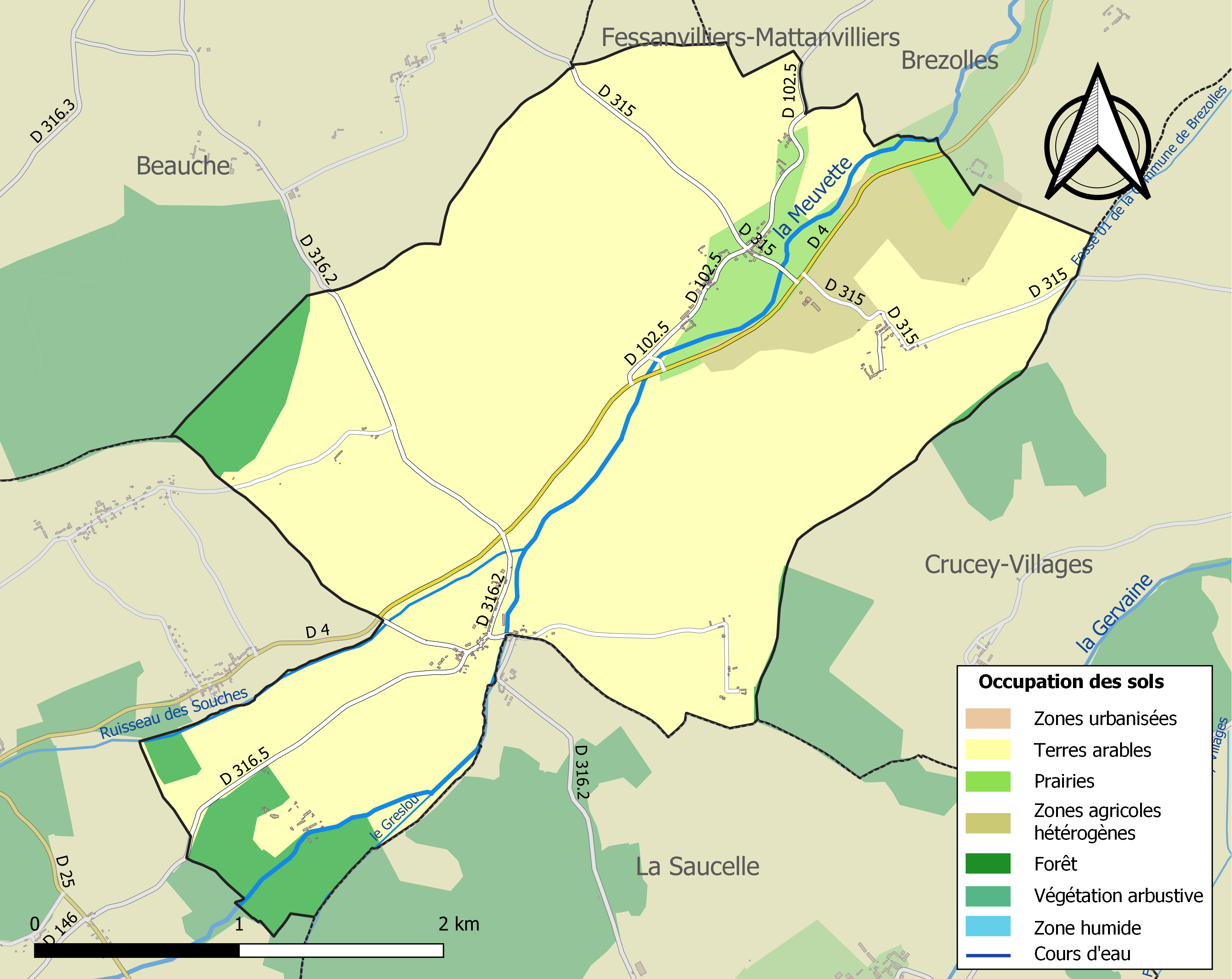
Carte des infrastructures et de l'occupation des sols de la commune en 2018 (CLC).

### Risques majeurs
Le territoire de la commune des Châtelets est vulnérable à différents aléas naturels : météorologiques (tempête, orage, neige, grand froid, canicule ou sécheresse), inondations, mouvements de terrains et séisme (sismicité très faible). Il est également exposé à un risque technologique, le transport de matières dangereuses. Un site publié par le BRGM permet d'évaluer simplement et rapidement les risques d'un bien localisé soit par son adresse soit par le numéro de sa parcelle.

#### Risques naturels
Certaines parties du territoire communal sont susceptibles d’être affectées par le risque d’inondation par débordement de cours d'eau, notamment le Meuvette. La commune a été reconnue en état de catastrophe naturelle au titre des dommages causés par les inondations et coulées de boue survenues en 1999,.

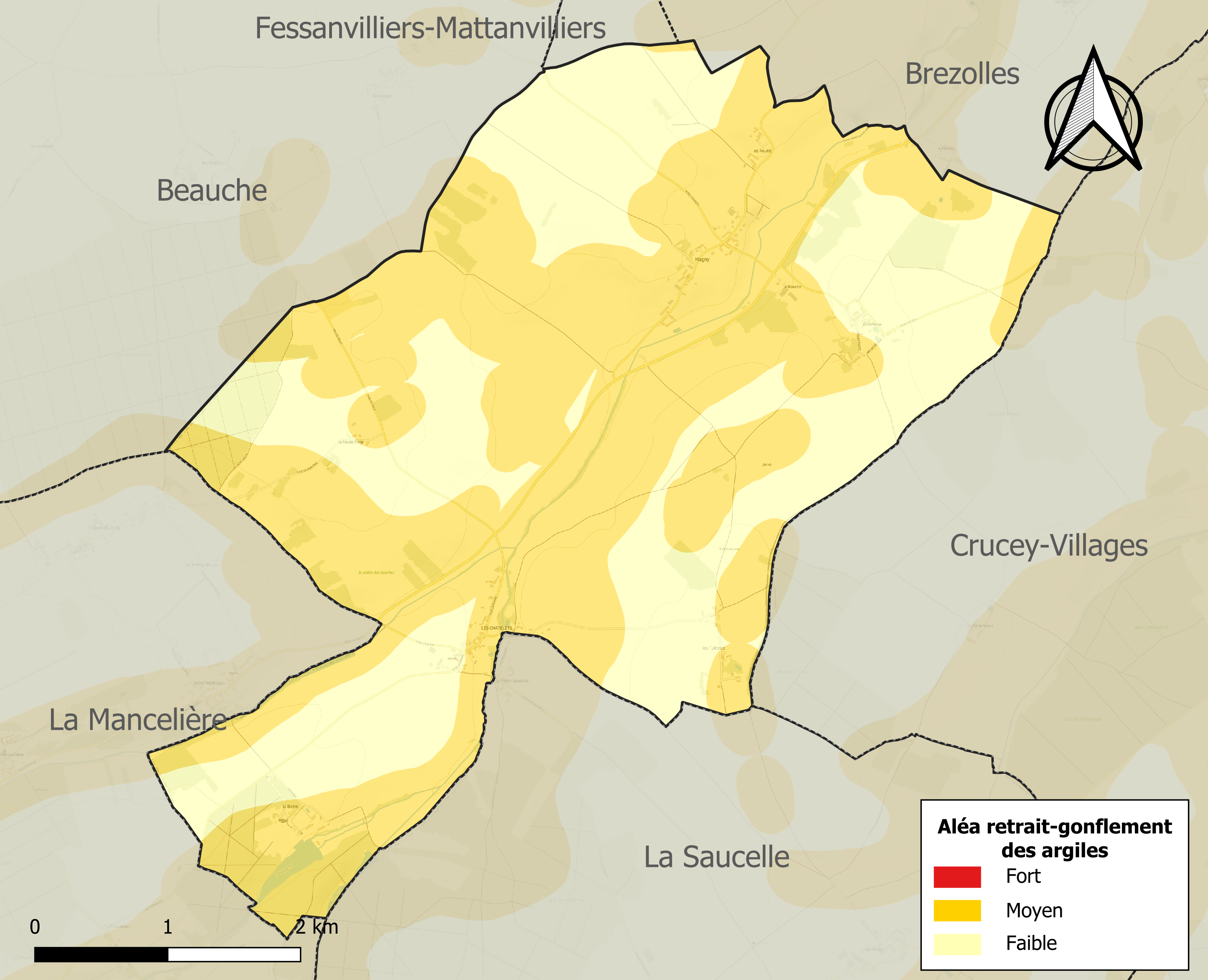
Carte des zones d'aléa retrait-gonflement des sols argileux des Châtelets.

Les mouvements de terrains susceptibles de se produire sur la commune sont des affaissements et effondrements liés aux cavités souterraines. L'inventaire national des cavités souterraines permet de localiser celles situées sur la commune.
Le retrait-gonflement des sols argileux est susceptible d'engendrer des dommages importants aux bâtiments en cas d’alternance de périodes de sécheresse et de pluie. 61 % de la superficie communale est en aléa moyen ou fort (52,8 % au niveau départemental et 48,5 % au niveau national). Sur les 84 bâtiments dénombrés sur la commune en 2019, 64 sont en aléa moyen ou fort, soit 76 %, à comparer aux 70 % au niveau départemental et 54 % au niveau national. Une cartographie de l'exposition du territoire national au retrait gonflement des sols argileux est disponible sur le site du BRGM,.
Concernant les mouvements de terrains, la commune a été reconnue en état de catastrophe naturelle au titre des dommages causés par des mouvements de terrain en 1999.

#### Risques technologiques
Le risque de transport de matières dangereuses sur la commune est lié à sa traversée par des infrastructures routières ou ferroviaires importantes ou la présence d'une canalisation de transport d'hydrocarbures. Un accident se produisant sur de telles infrastructures est en effet susceptible d’avoir des effets graves au bâti ou aux personnes jusqu’à 350 m, selon la nature du matériau transporté. Des dispositions d’urbanisme peuvent être préconisées en conséquence.

## Toponymie
Le nom de la localité est attesté sous les formes Castellaria vers 1080.
De l'oïl chasteler « résidence seigneuriale fortifiée ». « Nom s'appliquant parfois à des ruines anciennes de forteresses supposées ».

## Politique et administration

### Liste des maires
| Période | Période  | Identité         | Étiquette | Qualité                                        |
| ------- | -------- | ---------------- | --------- | ---------------------------------------------- |
| 1945    | 1979     | Yves Ansquer     |           |                                                |
| 1979    | 2001     | Gilbert Beucher  |           |                                                |
| 2001    | En cours | Guillaume Barat, |           | Cadre administratif et commercial d'entreprise |

## Population et société

### Démographie
L'évolution du nombre d'habitants est connue à travers les recensements de la population effectués dans la commune depuis 1793. Pour les communes de moins de 10 000 habitants, une enquête de recensement portant sur toute la population est réalisée tous les cinq ans, les populations de référence des années intermédiaires étant quant à elles estimées par interpolation ou extrapolation. Pour la commune, le premier recensement exhaustif entrant dans le cadre du nouveau dispositif a été réalisé en 2005.

En 2022, la commune comptait 111 habitants, en évolution de +11 % par rapport à 2016 (Eure-et-Loir : −0,23 %, France hors Mayotte : +2,11 %).
| 1793 | 1800 | 1806 | 1821 | 1831 | 1836 | 1841 | 1846 | 1851 |
| ---- | ---- | ---- | ---- | ---- | ---- | ---- | ---- | ---- |
| 260  | 246  | 248  | 219  | 238  | 246  | 224  | 213  | 219  |

| 1856 | 1861 | 1866 | 1872 | 1876 | 1881 | 1886 | 1891 | 1896 |
| ---- | ---- | ---- | ---- | ---- | ---- | ---- | ---- | ---- |
| 227  | 217  | 195  | 209  | 199  | 179  | 192  | 205  | 207  |

| 1901 | 1906 | 1911 | 1921 | 1926 | 1931 | 1936 | 1946 | 1954 |
| ---- | ---- | ---- | ---- | ---- | ---- | ---- | ---- | ---- |
| 174  | 183  | 191  | 162  | 170  | 183  | 179  | 185  | 169  |

| 1962 | 1968 | 1975 | 1982 | 1990 | 1999 | 2005 | 2006 | 2010 |
| ---- | ---- | ---- | ---- | ---- | ---- | ---- | ---- | ---- |
| 146  | 122  | 96   | 82   | 111  | 92   | 107  | 107  | 98   |

| 2015 | 2020 | 2022 | - | - | - | - | - | - |
| ---- | ---- | ---- | - | - | - | - | - | - |
| 101  | 107  | 111  | - | - | - | - | - | - |

## Économie

### Tourisme
Au tout début des années 2020, un camping, appelé Caraferme, voit son ouverture sur la commune.

## Culture locale et patrimoine

### Lieux et monuments
- L'église Saint-Pierre :
  - L'église comporte la dalle funéraire du curé des Châtelets et de la Mancelière, mort en 1742. La dalle est inscrite en tant que monument historique en 2014[29].
- Le caveau de la famille d'Armancourt dans le cimetière attenant.

Lieux et monuments
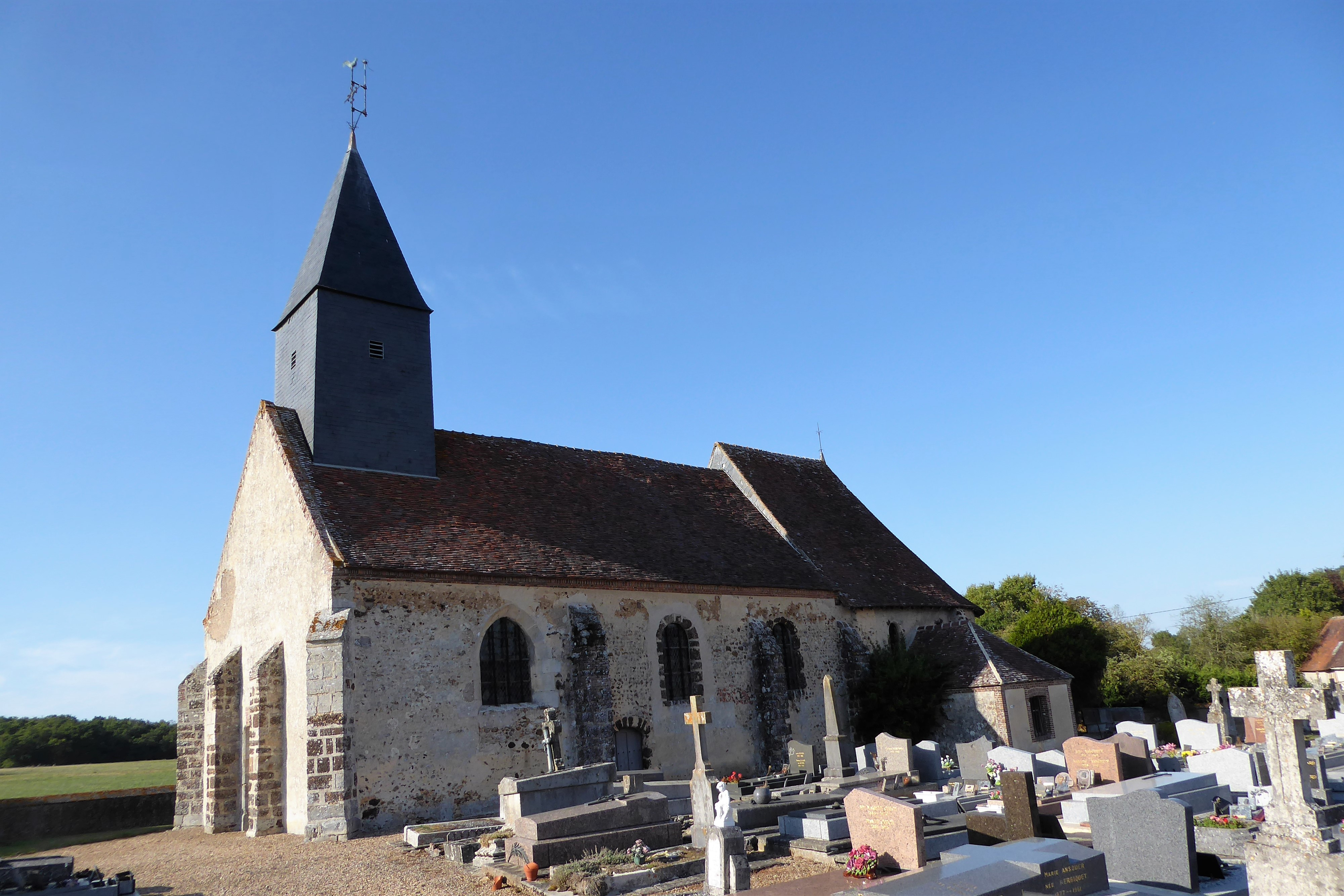
Façades sud et ouest de l'église Saint-Pierre, cimetière.
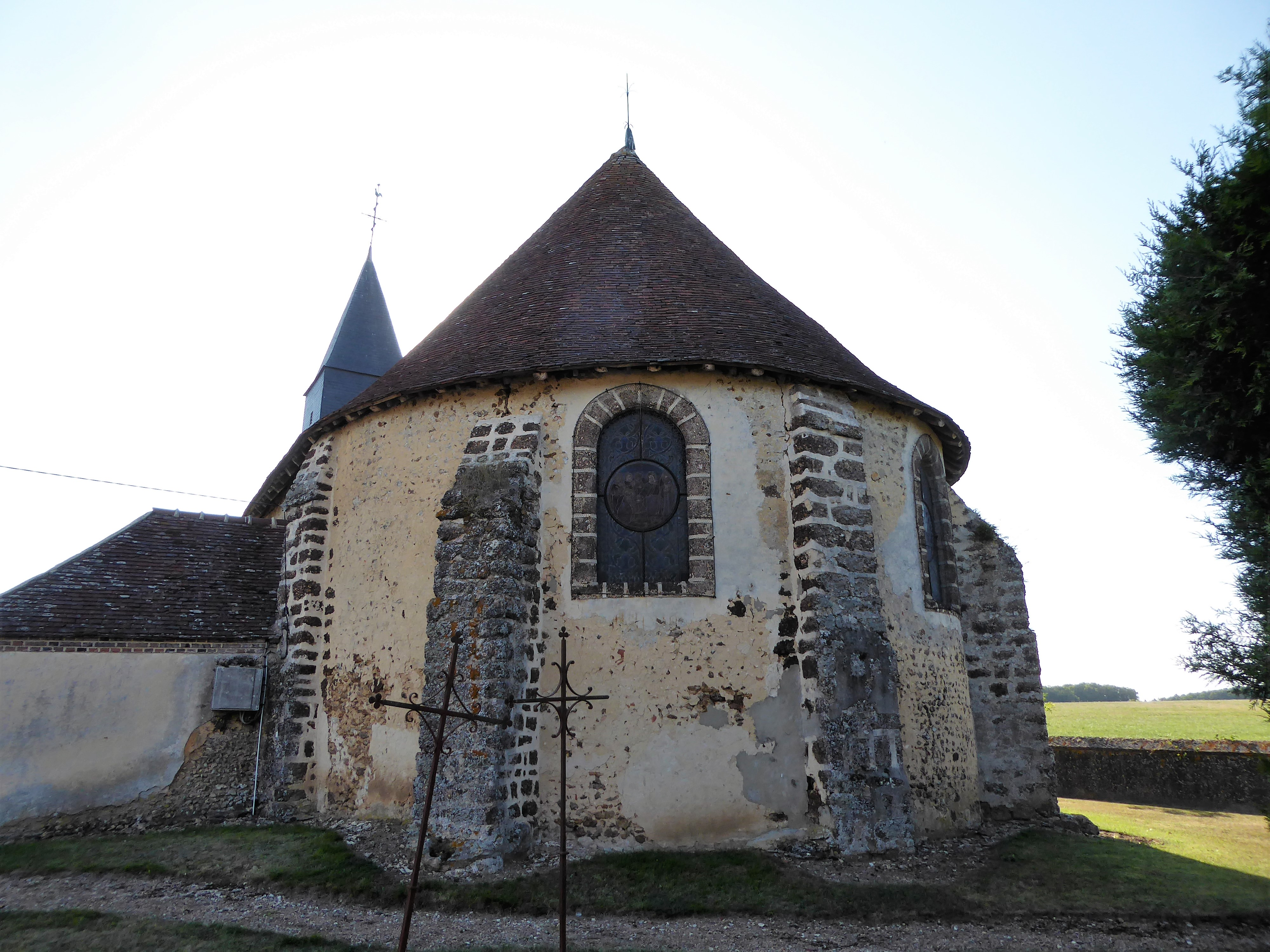
Abside de l'église.
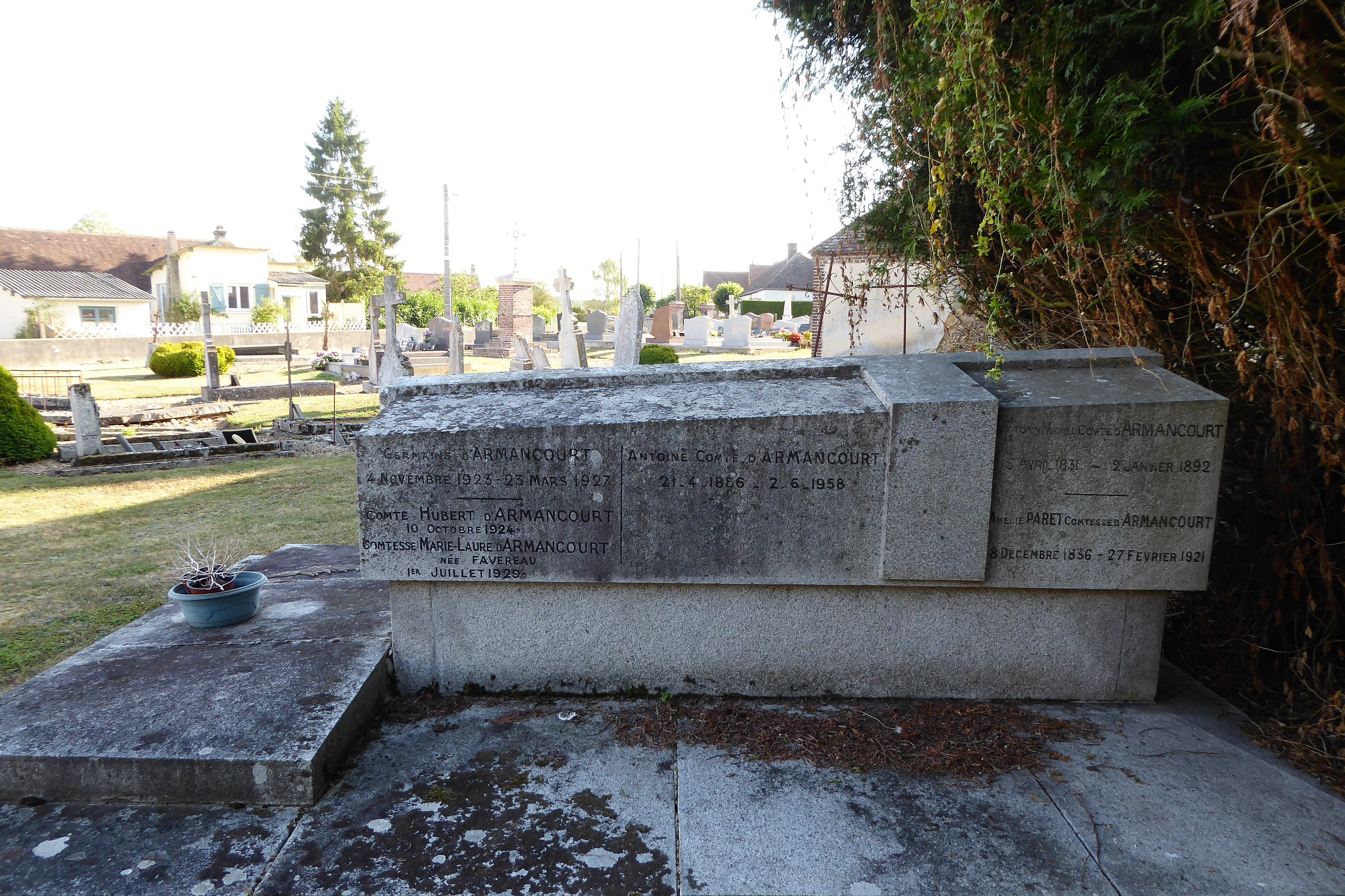
Caveau d'Armancourt.

### Personnalités liées à la commune
- Famille d'Armancourt

### Héraldique
| Blason de Les Châtelets | Blason  | D'azur à deux clés d'argent passées en sautoir accompagnées en pointe d'un épi de blé tigé et feuillé d'or ; à la bordure crénelée d'or. |
| Blason de Les Châtelets | Détails | Le statut officiel du blason reste à déterminer.                                                                                         |